# Nescicroa bimaculata
Nescicroa bimaculata är en insektsart som först beskrevs av Olivier 1792.  Nescicroa bimaculata ingår i släktet Nescicroa och familjen Diapheromeridae. Inga underarter finns listade i Catalogue of Life.